# Ali Askari
Ali Askari (auch: Elî Eskerî, Sorani عەلی عەسکەری; * 1936 Goptapa im Irak; † 1978 im Irak) war ein kurdischer Guerillaführer und Politiker im Irak.

## Kindheit und Jugend
Askari wurde 1936 in Goptapa im Irak geboren. Seine Familie stammte ursprünglich aus Sergelu im Jafati-Tal, der Vater seines Urgroßvaters zog aber nach Askar um. Sein Vater gründete 1916 das Dorf Goptapa. Askari war der jüngste von zehn Geschwistern. Weil es in seinem Heimatdorf keine Schulen gab, musste er in den benachbarten Dörfern Askar und Aghjalal zur Schule gehen. Nach dem Abschluss der Mittelschule zog er nach Kirkuk zu seinem Onkel Scheich Raza (oder Mame Riza), einem früheren Naqschbandi-Geistlichen, um. Weil sein Onkel eine Abspaltung des Naqschbandi-Ordens, die Haqqa-Bewegung, anführte, wurde er 1944 verhaftet, auf Druck seiner Anhängerschaft aber freigelassen.

## Politische Laufbahn
Askari trat im Alter von 17 Jahren der Demokratischen Partei Kurdistans (DKP) bei. Nach dem Ende seiner Schulzeit wollte er eine Militärakademie oder eine Ingenieurschule besuchen. Die DPK ordnete ihn aber als ihren Repräsentanten nach Mosul ab, deshalb konnte er keine höhere Schule mehr besuchen.
Beim Ausbruch der ersten Barzani-Revolte am 11. September 1961 führte Askari die DPK-Peschmerga in der Badinan-Region an. Er wurde das jüngste Mitglied in der Führungsgruppe der DPK. Seine Popularität wuchs während der letzten Barzani-Revolte 1974–75. Wegen seines Optimismus, seines Mutes, seiner Energie und seines militärischen Könnens wurde er sehr beliebt. Nach der Niederschlagung dieses Aufstands gründete er 1975 mit anderen PDK-Kadern die Sozialistische Bewegung, die sich bald der ebenfalls neugegründeten PUK anschloss, die den kurdischen Guerillakampf fortsetzte. Er wurde einer ihrer wichtigsten Militärkommandanten. 1978 kam es zwischen der PUK und der zu Barzanis Söhnen loyal gebliebenen DPK zu einer schweren militärischen Auseinandersetzung, dem Hekkarî-Krieg, bei dem beide Seiten um die Hegemonie in der kurdischen Bewegung des Irak kämpften. Askari wurde in ihrem Verlauf gefangen genommen und nach der Gefangennahme von DPK-Peschmerga mit einer Panzerfaust getötet. Die Brutalität seiner Hinrichtung wird als Rache interpretiert, weil er als abtrünniges DPK-Mitglied die Ehre dieser Partei in Frage gestellt hatte.